# Luxemburg (Daghestan)
Pour les articles homonymes, voir Luxemburg.
Luxemburg (Люксембург - Liouksembourg) est un village du district de Babayourt au Daghestan (fédération de Russie) situé dans la plaine koumyke.

## Histoire
C'est une ancienne colonie allemande fondée en 1900 sous le nom de Romanovka comme lieu d'établissement d'Allemands de Russie luthériens provenant de Volhynie. Le village a été rebaptisé Luxemburg en l'honneur de Rosa Luxemburg, vers 1930 et son kolkhoze, Karl Liebknecht. Tous les Allemands autochtones en ont été expulsés en 1941 en Sibérie et au Kazakhstan et remplacés par des Koumyks.

## Population
En 2010, sa population - originaire des villages alentour - était de 1 679 habitants.